# My Buddy (singel G-Unit)
My Buddy – singiel promujący album pt Beg for Mercy, amerykańskiego zespołu hip-hopowego G-Unit. Został wydany w 2003 roku. Do utworu powstał teledysk. Jest on animowany.